# Liste der Monuments historiques in Maurepas (Yvelines)
Die Liste der Monuments historiques in Maurepas (Yvelines) führt die Monuments historiques in der französischen Gemeinde Maurepas auf.

## Liste der Bauwerke
| Bezeichnung | Beschreibung | Standort | Kennzeichnung | Schutzstatus | Datum | Bild |
| ----------- | ------------ | -------- | ------------- | ------------ | ----- | ---- |
| Donjon      |              | (Lage)   | PA00087531    | Inscrit      | 1926  |      |

## Liste der Objekte

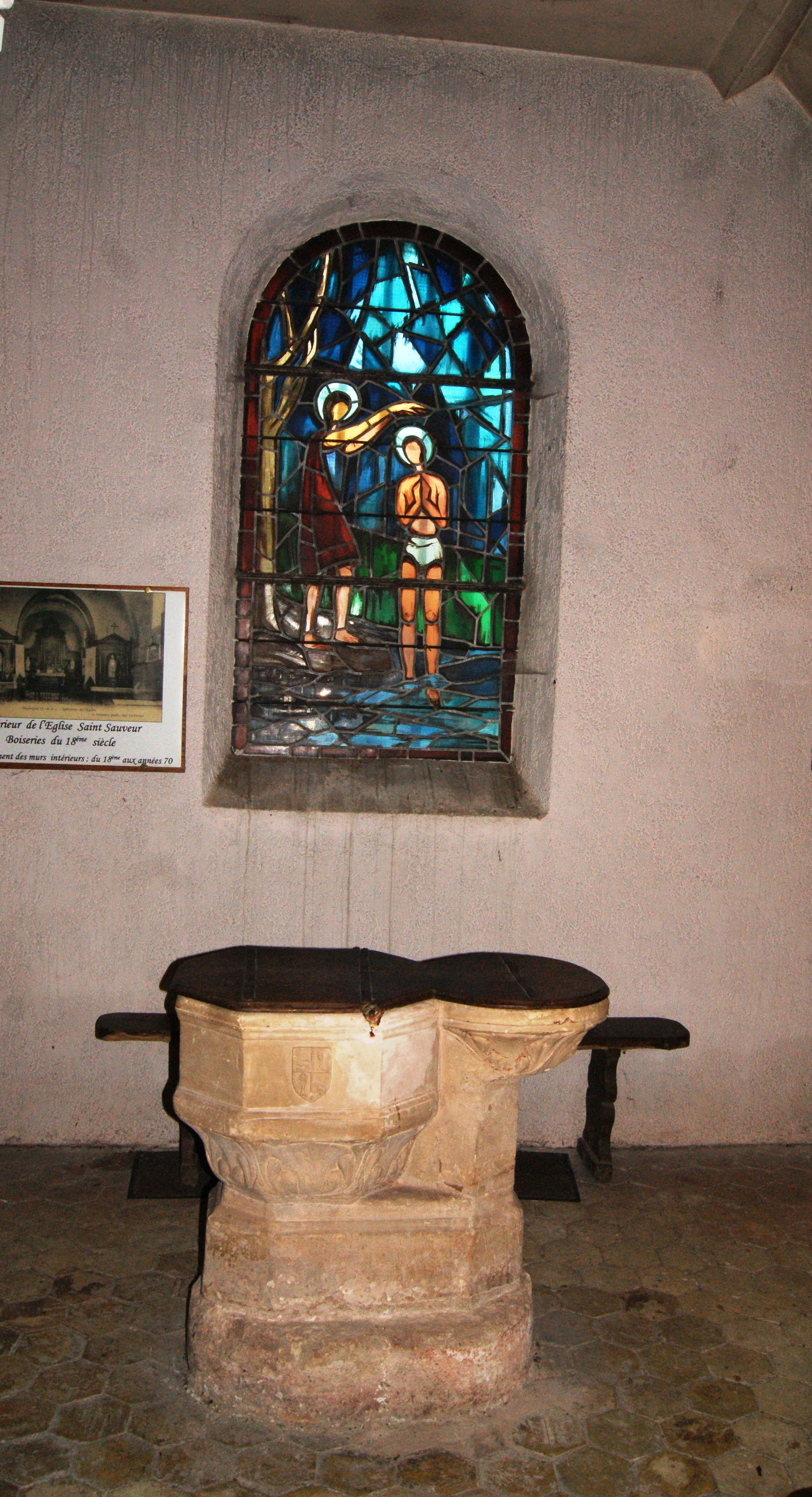
Taufbecken in Maurepas

- Monuments historiques (Objekte) in Maurepas (Yvelines) in der Base Palissy des französischen Kultusministeriums

Siehe auch: Taufbecken Maurepas (Yvelines)